# Передкарпатська культура

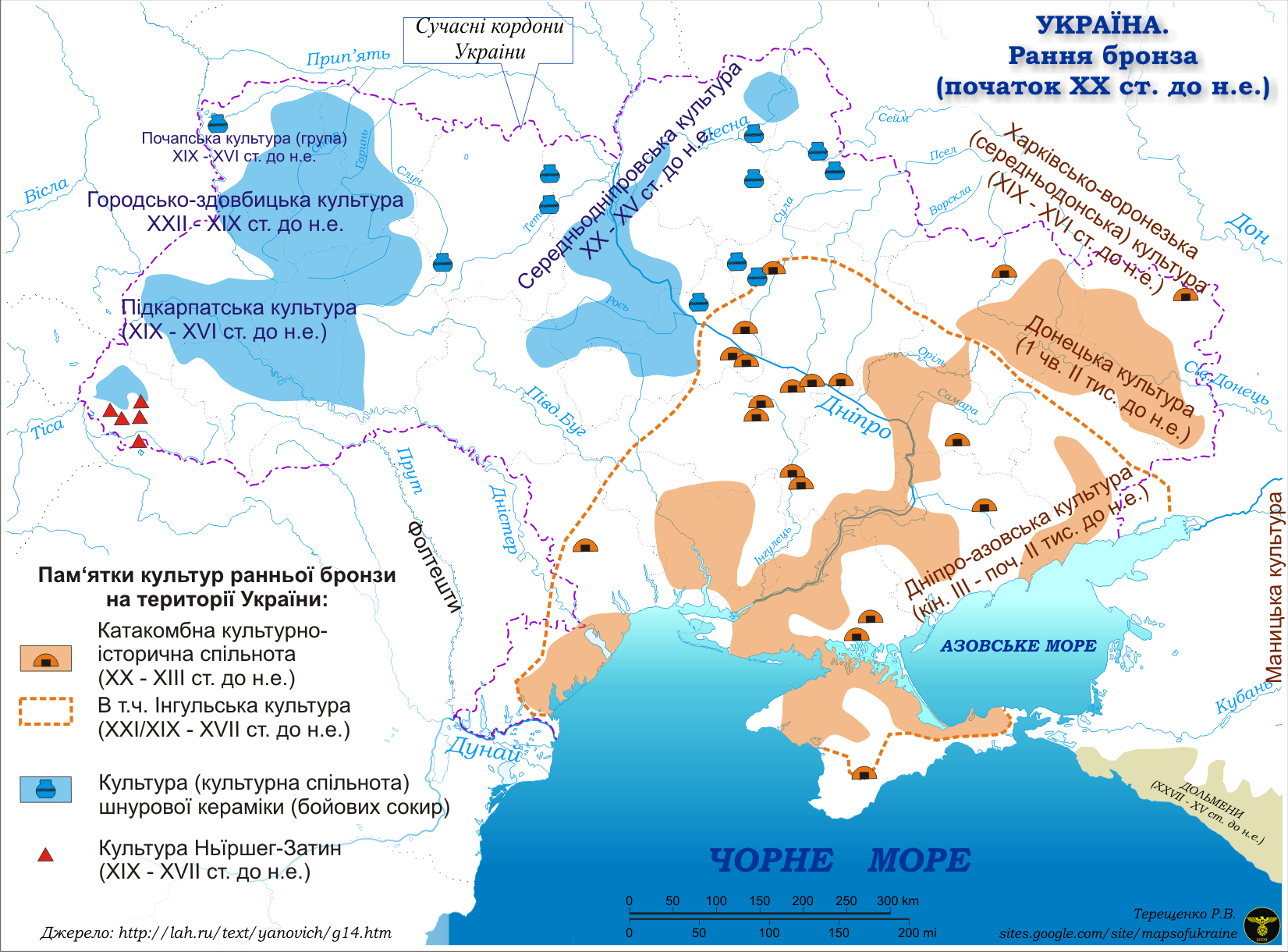

Передкарпатська культура (рос. Подкарпатская культура) — археологічна культура ранньої бронзової доби. Була частиною кола культур шнурової кераміки. Датується ХІХ–XVI сторіччями до н. е..
Була виділена Ігорем Свєшніковим.

## Поширення
На терені України поширена у північному і північно-східному Передкарпатті та на Поділлі, де виділяються дві локальних групи: вищедністровська та подільська.

## Місцеві варіації
Підкарпатська археологічна культура включає в себе чотири локальні групи:
- Вищедністровська (XXIX–XVII сторіччя до н. е.),
- Подільська (XXV–XIV сторіччя до н. е.),
- Краківсько-Сандомирська (у Польщі),
- Любачівська (у Польщі).

## Пам'ятки
Поселення розміщено на берегових схилах.
Поселення мало вивчені, окрім двох пастуших стоянок біля села Кавсько Львівської області.
Основні поселення — Корчівка, Гончарівка у Львівській області; Стіжок, Антонівці, Бережі у Тернопільській області; Бовшів у Івано-Франківській області.
Могильники культури розміщуються на підвищеннях, іноді у заплавах річок. Курганні могильники складаються з кількох (до 20) насипів діаметром 7–30 метрів, заввишки від 30 см до 3 метрів. Кургани мали 1–4 скорчених поховань у прямокутних ямах.
Вісім курганів розкопано біля села Баличі. Тут померлі поховані у випростаному положенні.

### Пам'ятки передкарпатської культури

#### Вищедністровської групи
- у Львівській області: Баличі, Коропуж, Комарно, Кульчиці, Залужани, Ковпець, Кавсько, Красів, Серники,
- у Івано-Франківській області: Бовшів, Лотатники, Крилос, Комарів, Вікторів.

#### Подільської групи
- у Львівській області: Жуличи, Ясенівка, Дусанів, Висоцько,
- у Івано-Франківській області: Передівання,
- у Хмельницькій області: Хотень, Коритне, Плужне, Сивки, Завадинці, Струдениця,
- у Тернопільській області: Климківці, Остап'є, Хоростків, Окняни, Кошилівці.[1]